# Comuna Plugari, Iași
Plugari este o comună în județul Iași, Moldova, România, formată din satele Borosoaia, Onești și Plugari (reședința).

## Așezare
Comuna se află în extremitatea de nord a județului, la limita cu județul Botoșani, pe malurile Miletinului. Este străbătută de șoseaua județeană DJ282B, care o leagă spre est de Șipote, Andrieșeni și Bivolari (unde se termină în DN24C) și spre vest în județul Botoșani de Prăjeni și Flămânzi (unde se termină în DN28B).

## Demografie
Componența etnică a comunei Plugari
     Români (92,9%)
     Alte etnii (0,36%)
     Necunoscută (6,75%)
Componența confesională a comunei Plugari
     Ortodocși (91,93%)
     Alte religii (1,26%)
     Necunoscută (6,81%)
Conform recensământului efectuat în 2021, populația comunei Plugari se ridică la 3.098 de locuitori, în scădere față de recensământul anterior din 2011, când fuseseră înregistrați 3.615 locuitori. Majoritatea locuitorilor sunt români (92,9%), iar pentru 6,75% nu se cunoaște apartenența etnică. Din punct de vedere confesional, majoritatea locuitorilor sunt ortodocși (91,93%), iar pentru 6,81% nu se cunoaște apartenența confesională.

## Politică și administrație
Comuna Plugari este administrată de un primar și un consiliu local compus din 13 consilieri. Primarul, Paul Mursa[*], de la Partidul Național Liberal, este în funcție din 2012. Începând cu alegerile locale din 2024, consiliul local are următoarea componență pe partide politice:
|  | Partid                          | Consilieri | Componența Consiliului | Componența Consiliului | Componența Consiliului | Componența Consiliului | Componența Consiliului | Componența Consiliului | Componența Consiliului | Componența Consiliului | Componența Consiliului | Componența Consiliului | Componența Consiliului |
|  | ------------------------------- | ---------- | ---------------------- | ---------------------- | ---------------------- | ---------------------- | ---------------------- | ---------------------- | ---------------------- | ---------------------- | ---------------------- | ---------------------- | ---------------------- |
|  | Partidul Național Liberal       | 11         |                        |                        |                        |                        |                        |                        |                        |                        |                        |                        |                        |
|  | Alianța pentru Unirea Românilor | 1          |                        |                        |                        |                        |                        |                        |                        |                        |                        |                        |                        |
|  | Partidul Social Democrat        | 1          |                        |                        |                        |                        |                        |                        |                        |                        |                        |                        |                        |

## Istorie
La sfârșitul secolului al XIX-lea, comuna nu exista, satul ei de reședință (înființat pe la 1828) fiind inclus în comuna Șipote, iar satul Borosoaia — în comuna Ceplenița. Anuarul Socec din 1925 consemnează înființarea comunei în cadrul plășii Turia din județul Iași; ea avea 1350 de locuitori în satele Lupăria, Plugari, Onești și cătunul Borosoaia.
În 1950, comuna a fost arondată raionului Hârlău din regiunea Iași. În 1968, a revenit, în alcătuirea actuală, la județul Iași, reînființat.

## Monumente istorice
Cinci obiective din comuna Plugari sunt incluse în lista monumentelor istorice din județul Iași ca monumente de interes local. Trei dintre ele sunt situri arheologice: movilele de la Plugari din perioada Halstatt (aflate la 2 km nord-vest de sat); situl de la Cotul Beicului; și situl de „la Cimitir” (toate trei aflate în zona satului Plugari). Situl de la Cotul Beicului se află la 3 km vest de sat și conține așezări din Epoca Bronzului târziu (cultura Noua), secolele al IV-lea–al III-lea î.e.n. (perioada Latène), secolul al V-lea e.n. (epoca migrațiilor), secolele al XIV-lea–al XV-lea și al XV-lea–al XVI-lea. Situl de „la Cimitir” cuprinde urmele a două așezări, una din eneolitic (cultura Cucuteni, faza A) și una din secolele al IV-lea–al III-lea î.e.n. (perioada Latène).
Alte două obiective sunt clasificate ca monumente de arhitectură și sunt aflate în satul Onești — biserica „Sfântul Spiridon” (1805) și ruinele caselor logofătului Costache Ghica, de la începutul secolului al XIX-lea.